# Angelo Mazzoni
Angelo Mazzoni (né le 3 avril 1961 à Milan) est un escrimeur italien, spécialiste de l'épée.
Il remporte deux titres olympiques et une médaille de bronze.

## Palmarès

### Jeux Olympiques
- Jeux Olympiques d'été de 1984:
  -  Médaille de bronze en épée par équipe
- Jeux Olympiques d'été de 1996:
  -  Médaille d'or en épée par équipe
- Jeux Olympiques d'été de 2000:
  -  Médaille d'or en épée par équipe

### Championnats du monde
- Championnats du monde 1983:
  -  Médaille de bronze en épée individuelle
  -  Médaille de bronze en épée par équipe
- Championnats du monde 1985:
  -  Médaille d'argent en épée par équipe
- Championnats du monde 1986:
  -  Médaille de bronze en épée par équipe
- Championnats du monde 1989:
  -  Médaille d'or en épée par équipe
- Championnats du monde 1990:
  -  Médaille d'or en épée par équipe
  -  Médaille d'argent en épée individuelle
- Championnats du monde 1993:
  -  Médaille d'or en épée par équipe
- Championnats du monde 1997:
  -  Médaille de bronze en épée par équipe

### Championnats d'Europe
- Championnats d'Europe 1981:
  -  Médaille d'or en épée individuelle
- Championnats d'Europe 1983:
  -  Médaille d'argent en épée individuelle[1]